# Les années Orlando
Les années Orlando è un cofanetto postumo della cantante italo-francese Dalida, pubblicato il 22 aprile 1997 da PolyGram.
A dieci anni dalla scomparsa di Dalida, suo fratello Orlando presenta questo box di dodici CD card sleeve contenente centonovanta canzoni appartenenti al repertorio musicale dell'artista degli anni settanta ed ottanta. 
Il nome dell'album, come per Les années Barclay, venne dato poiché i lavori di Dalida in quegli anni vennero pubblicati proprio dal fratello Orlando. 
Tra i brani in lingua straniera è presente una nuova orchestrazione del successo tedesco di Dalida Am Tag als der Regen kam, remixato nel 1996 assieme alla sua versione in francese Le jour où la pluie viendra per l'album À ma Manière… (Am Tag als der Regen kam non venne pubblicato, mentre Le jour où la pluie viendra uscì esclusivamente come pezzo "da collezione" nel CD singolo La mamma, estratto dall’album prima citato). 
Questa raccolta ebbe un grande successo commerciale vendendo, secondo le classifiche francesi, più di 400 000 copie e ricevendo un doppio disco di platino. 
Dal cofanetto venne anche estratto un doppio CD omonimo contenente trentadue brani. 
Questo box set venne riedito sia nel 1999 che nel 2013; entrambi vennero pubblicati con una copertina differente. Per quanto riguarda la versione 1999, tutti i CD dell’album vennero anche commercializzati singolarmente come jewel case. 

## CD 1 -La rose que j'aimais

### Tracce
1. La rose que j'aimais
2. Ils ont changé ma chanson
3. Lady d'Arbanville (versione in francese)
4. Comment faire pour oublier
5. Avec le temps
6. Si c'était à refaire
7. Jésus Bambino
8. Darla dirladada (versione in francese)
9. Pour qui pourquoi
10. Mamy Blue (in italiano)
11. Tout au plus
12. Mon frère le soleil
13. Entre les lignes entre les mots
14. Les jardins de Marmara
15. Une jeunesse
16. Diable de temps
17. Ram dam dam

## CD 2 -Une vie

### Tracce
1. Une vie
2. Parle plus bas (Le Parrain)
3. Non
4. Les choses de l'amour
5. Paroles, paroles (in duo con Alain Delon)
6. Il faut du temps
7. Mamina
8. Le temps de mon père
9. Chanter les voix
10. Monsieur l'amour
11. Jésus kitsch
12. Pour ne pas vivre seul
13. L'amour qui venait du froid
14. Toutes les femmes du monde
15. Le fermier
16. Ma mélo mélodie

## CD 3 -Des gens qu'on aimerait connaître

### Tracce
1. Il venait d'avoir 18 ans
2. Anima mia
3. Julien
4. Non ce n'est pas pour moi
5. Mais il y a l'accordéon
6. Je suis malade
7. Vado via
8. Manuel
9. Ta femme
10. Des gens qu'on aimerait connaître
11. Et puis... c'est toi
12. Soleil d'un nouveau monde
13. Rien qu'un homme de plus
14. Ô Seigneur Dieu (Pourquoi m'as-tu abandonné)
15. Gigi l'amoroso

## CD 4 -J'attendrai

### Tracce
1. J'attendrai
2. Ne lui dis pas
3. Ma vie je la chante
4. Mein lieber Herr (versione in francese)
5. Seule avec moi
6. Le petit bonheur
7. C'est mieux comme ça
8. Et de l'amour... de l'amour (in duo con Richard Chanfray)
9. Nous sommes tous morts à vingt ans
10. Mon petit bonhomme
11. Que reste-t-il de nos amours
12. La consultation
13. Justine
14. Raphaël
15. Comme tu dois avoir froid (Complainte pour une fille de joie)
16. L'amour à la une

## CD 5 -Besame mucho

### Tracce
1. Besame mucho
2. La mer
3. Maman
4. Les feuilles mortes
5. Histoire d'aimer (Mister love)
6. Tu m'as déclaré l'amour
7. Notre façon de vivre
8. Amor amor (Amour c'est tout dire)
9. La vie en rose (versione 1976)
10. Parle-moi d'amour, mon amour
11. Captain sky
12. Femme est la nuit
13. Tico tico
14. Quand s'arrêtent les violons
15. À chaque fois j'y crois
16. Et tous ces regards

## CD 6 -Salma ya salama

### Tracce
1. Amoureuse de la vie
2. Ti amo (Je t’aime)
3. Salma ya salama (versione in francese)
4. Remember... c'était loin
5. Voyage sans bagages
6. Le lambeth walk (versione in francese)
7. Génération 78 (medley)
8. Vedrai vedrai (in italiano)
9. Il faut danser reggae
10. Tables séparées
11. Comme si tu étais là
12. Les clefs de l'amour
13. Voilà pourquoi je chante (versione integrale)
14. Comme si tu revenais d'un long voyage
15. Il y a toujours une chanson
16. Helwa ya baladi (in egiziano)

## CD 7 -Laissez-moi danser

### Tracce
1. Ça me fait rêver (medley)
2. Je suis toutes les femmes
3. Monday, Tuesday… Laissez-moi danser
4. Chanteur des années 80
5. Problemorama (L'argent, l'argent...)
6. Comme disait Mistinguett
7. Depuis qu'il vient chez nous
8. Dédié à toi
9. Alabama song (in inglese)
10. Va, va, va
11. Comme toi
12. Money, money (in inglese)
13. Gigi in paradisco (versione integrale)

## CD 8 -Fini, la comédie

### Tracce
1. Fini, la comédie
2. Rio do Brasil
3. Nostalgie
4. Il pleut sur Bruxelles
5. Quand je n'aime plus je m'en vais
6. L'amour et moi
7. Marjolaine
8. Quand on n'a que l’amour (versione 1979)
9. Et la vie continuera
10. La feria
11. Une femme à quarante ans
12. Le slow de ma vie
13. Americana
14. À ma manière
15. Partir ou mourir
16. Comment l’oublier
17. J'm'appelle amnésie

## CD 9 -Mourir sur scène

### Tracce
1. Les p'tits mots
2. Femme
3. Lucas
4. Mourir sur scène
5. Confidences sur la fréquence
6. Si la France
7. Jouez bouzouki
8. Pour vous
9. Ton prénom dans mon cœur
10. Le jour où la pluie viendra (versione 1982)
11. Ensemble (Dalida et Yolanda)
12. Pour toi, Louis
13. Pour un homme
14. J'aurais voulu danser
15. Aba daba honey moon (France, comment me trouves-tu?)
16. Bye bye
17. La chanson du mundial

## CD 10 -Pour te dire je t'aime

### Tracce
1. Pour te dire je t'aime
2. Une vie d'homme
3. Soleil
4. La pensione bianca
5. Kalimba de Luna
6. L'innamorata
7. Reviens-moi
8. Téléphonez-moi
9. J'aime
10. Là où je t'aime
11. Le restaurant italien
12. Bravo
13. Le premier amour du monde
14. S'aimer
15. Marie Madeleine
16. Mon Italie

## CD 11 -Pour en arriver là

### Tracce
1. Pour en arriver là
2. Le temps d’aimer
3. Les hommes de ma vie
4. Le Vénitien de Levallois
5. Parce que je ne t'aime plus
6. Rendez-vous chaque soir
7. Semplicemente così (Tout doucement)
8. C'était mon ami
9. Salut salaud
10. La danse de Zorba (versione 1986)
11. Le visage de l’amour
12. Un soir qu'on n'oublie pas
13. Je t'aime ça veut dire aime-moi
14. Chansons inachevées
15. Le sixième jour

## CD 12 -Escales autour du monde

### Tracce
1. Aranjuez la tua voce (in italiano)
2. L'ultimo valzer (in italiano)
3. Bang bang (in italiano)
4. Oh lady Mary (in italiano)
5. Aghani aghani (in egiziano)
6. Salma ya salama (versione in egiziano)
7. Akhsan nass (in egiziano)
8. Little words (versione in inglese di Les p'tits mots)
9. Kalimba de Luna (versione in inglese)
10. Mon chéri (in tedesco)
11. Spiel Balalaïka (in tedesco)
12. Am Tag, als der Regen kam (versione remix 1996, in tedesco)
13. Tu nombre (in spagnolo)
14. El Cordobés (in spagnolo)
15. Lebnane (in libanese)
16. Il venait d'avoir 18 ans (versione in giapponese)
17. O sole mio (versione in giapponese)